# Gregor Giegerich
Gregor Giegerich OSB (* 29. April 1913 in Großwallstadt; † 4. Oktober 1950 in Pjöngjang, Nordkorea) war ein deutscher römisch-katholischer Ordensmann, Missionar und Märtyrer. 

## Leben
Ludwig Giegerich war das älteste von 10 Kindern einer Landwirtsfamilie aus Unterfranken. Nach der Volksschule wurde er Brüderzögling in der Abtei Münsterschwarzach der Benediktinerkongregation von St. Ottilien und erlernte von 1928 bis 1932 den Beruf eines Elektrikers. Am 20. Oktober 1932 legte er unter dem Ordensnamen Gregor die erste Profess sowie am 19. Januar 1936 die ewige Profess ab. Am 6. Januar 1939 ging er nach Korea in die Mission und wirkte im Kloster Tokwon. Nach der Besetzung des Klosters Tokwon durch die koreanische kommunistische Geheimpolizei am 10. Mai 1949 kam er zusammen mit Bischof Bonifatius Sauer in das Gefängnis von Pjöngjang und diente dem Bischof bis zu dessen Tod am 7. Februar 1950 als Pfleger. Anfang Oktober 1950 wurde er ermordet.

## Gedenken
Die Römisch-katholische Kirche in Deutschland hat Bruder Gregor Giegerich als Märtyrer in das deutsche Martyrologium des 20. Jahrhunderts aufgenommen.